# Liste der Fußballmeister der Vereinigten Staaten
In der Liste der Fußballmeister der Vereinigten Staaten werden alle nationalen Profi-Meister im Fußball der USA beziehungsweise der gemeinsam mit Kanada betriebenen Liga aufgeführt. Dabei wurden die Meisterschaften zunächst von 1967 bis 1984 (im ersten Jahr von zwei verschiedenen Verbänden), nach mehr als zehn Jahren Pause wieder von 1996 an durchgeführt.

## Meister derNPSL
- 1967: Oakland Clippers

## Meister derUSA
- 1967: Los Angeles Wolves (eigentlich: Wolverhampton Wanderers)

## Meister derNASL
- 1968: Atlanta Chiefs
- 1969: Kansas City Spurs
- 1970: Rochester Lancers
- 1971: Dallas Tornado
- 1972: New York Cosmos
- 1973: Philadelphia Atoms
- 1974: Los Angeles Aztecs
- 1975: Tampa Bay Rowdies
- 1976:  Toronto Metros-Croatia
- 1977: New York Cosmos
- 1978: New York Cosmos
- 1979:  Vancouver Whitecaps
- 1980: New York Cosmos
- 1981: Chicago Sting
- 1982: New York Cosmos
- 1983: Tulsa Roughnecks
- 1984: Chicago Sting
- 1985 bis 1995: keine nationale Meisterschaft ausgetragen

## Meister derMLS
- 1996: D.C. United
- 1997: D.C. United
- 1998: Chicago Fire
- 1999: D.C. United
- 2000: Kansas City Wizards
- 2001: San José Earthquakes
- 2002: LA Galaxy
- 2003: San José Earthquakes
- 2004: D.C. United
- 2005: LA Galaxy
- 2006: Houston Dynamo
- 2007: Houston Dynamo
- 2008: Columbus Crew
- 2009: Real Salt Lake
- 2010: Colorado Rapids
- 2011: LA Galaxy
- 2012: LA Galaxy
- 2013: Sporting Kansas City
- 2014: LA Galaxy
- 2015: Portland Timbers
- 2016: Seattle Sounders
- 2017:  Toronto FC
- 2018: Atlanta United
- 2019: Seattle Sounders
- 2020: Columbus Crew
- 2021: New York City FC
- 2022: Los Angeles FC
- 2023: Columbus Crew
- 2024: LA Galaxy